# Hicham El Guerrouj
Hicham El Guerrouj (in arabo هشام الكروج‎?; Berkane, 14 settembre 1974) è un ex mezzofondista marocchino, di lingua madre berbera.
Considerato il più grande mezzofondista di tutti i tempi, ha ottenuto in carriera due ori olimpici e quattro medaglie d'oro ai Mondiali. È attualmente il detentore dei record mondiali dei 1500 metri piani e del miglio.

## Biografia
Favorito nei 1500 m ai Giochi olimpici di Atlanta del 1996 cade in finale durante l'ultimo giro. A Sydney quattro anni dopo vince l'argento e ad Atene, nell'ultima Olimpiade della sua carriera, riesce a conquistare finalmente la medaglia d'oro nei 1500 m ed a doppiare nei 5000 m.
È stato campione mondiale per ben 4 volte consecutive sui 1500 m (Atene 1997, Siviglia 1999, Edmonton 2001, Saint-Denis 2003).
La gara dei Giochi olimpici di Atene è stata l'ultima della sua carriera. Nel 2006 ha annunciato ufficialmente il ritiro dalle competizioni.
Dal 2004 fa parte del Comitato Olimpico Internazionale.

## Record nazionali
Seniores
- 1500 metri piani: 3'26"00 ( Roma, 14 luglio 1998)
- 1500 metri piani indoor: 3'31"18 ( Stoccarda, 2 febbraio 1997)
- Miglio: 3'43"13 ( Roma, 7 luglio 1999)
- Miglio indoor: 3'48"45 ( Gand, 12 febbraio 1997)
- 2000 metri piani: 4'44"79 ( Berlino, 7 settembre 1999)
- 3000 metri piani: 7'23"09 ( Bruxelles, 3 settembre 1999)
- 3000 metri piani indoor: 7'33"73 ( Liévin, 23 febbraio 2003)

## Palmarès
| Anno | Manifestazione    | Sede        | Evento       | Risultato | Prestazione | Note                  |
| ---- | ----------------- | ----------- | ------------ | --------- | ----------- | --------------------- |
| 1992 | Mondiali di cross | Boston      | Corsa U20    | 14º       | 24'26"      |                       |
| 1992 | Mondiali U20      | Seul        | 5000 m piani | Bronzo    | 13'46"79    |                       |
| 1995 | Mondiali indoor   | Barcellona  | 1500 m piani | Oro       | 3'44"54     |                       |
| 1995 | Mondiali          | Göteborg    | 1500 m piani | Argento   | 3'35"28     |                       |
| 1996 | Giochi olimpici   | Atlanta     | 1500 m piani | 12º       | 3'40"75     |                       |
| 1997 | Mondiali indoor   | Parigi      | 1500 m piani | Oro       | 3'35"31     | Record dei campionati |
| 1997 | Mondiali          | Atene       | 1500 m piani | Oro       | 3'35"83     |                       |
| 1999 | Mondiali          | Siviglia    | 1500 m piani | Oro       | 3'27"65     | Record dei campionati |
| 2000 | Giochi olimpici   | Sydney      | 1500 m piani | Argento   | 3'32"32     |                       |
| 2001 | Mondiali indoor   | Lisbona     | 3000 m piani | Oro       | 7'37"74     |                       |
| 2001 | Mondiali          | Edmonton    | 1500 m piani | Oro       | 3'30"68     |                       |
| 2003 | Mondiali          | Saint-Denis | 1500 m piani | Oro       | 3'31"77     |                       |
| 2003 | Mondiali          | Saint-Denis | 5000 m piani | Argento   | 12'52"83    |                       |
| 2004 | Giochi olimpici   | Atene       | 1500 m piani | Oro       | 3'34"18     |                       |
| 2004 | Giochi olimpici   | Atene       | 5000 m piani | Oro       | 13'14"39    |                       |

## Altre competizioni internazionali
1995
- Argento ai Bislett Games ( Oslo), 1500 m piani - 3'31"53

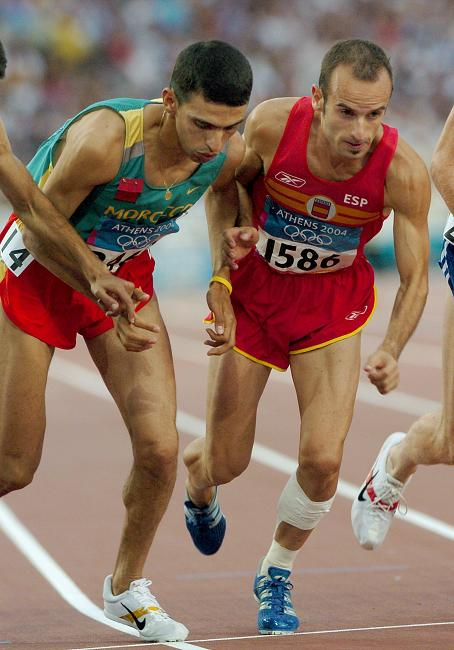
Hicham El Guerrouj (a sinistra) durante i Giochi olimpici di Atene 2004

- Bronzo all'Athletissima ( Losanna), 1500 m piani - 3'33"88
- Bronzo al Memorial Van Damme ( Bruxelles), 1500 m piani - 3'35"72

1996
- Oro alla Grand Prix Final ( Milano), 1500 m piani - 3'38"80
- Oro al Memorial Van Damme ( Bruxelles), 1500 m piani - 3'29"05
- Oro al DN Galan ( Stoccolma), 1500 m piani - 3'29"59

1997
- Argento alla Grand Prix Final ( Fukuoka), miglio - 4'04"55
- Oro ai Bislett Games ( Oslo), miglio - 3'44"90
- Oro all'ISTAF Berlin ( Berlino), miglio - 3'45"64
- Oro al Memorial Van Damme ( Bruxelles), 1500 m piani - 3'28"92
- Oro al DN Galan ( Stoccolma),1500 m piani - 3'29"30
- Oro al Golden Gala ( Roma), 1500 m piani - 3'30"59

1998
- Oro alla Grand Prix Final ( Mosca), 1500 m piani - 3'32"03
- Oro al Golden Gala ( Roma), 1500 m piani - 3'26"00
- Oro all'Herculis ( Monaco), 1500 m piani - 3'28"37
- Oro ai Bislett Games ( Oslo), 1500 m piani - 3'29"12
- Oro al Memorial Van Damme ( Bruxelles), 1500 m piani - 3'29"67
- Oro all'ISTAF Berlin ( Berlino), 1500 m piani - 3'30"23

1999
- Oro al Memorial Van Damme ( Bruxelles), 3000 m piani - 7'23"09
- Oro all'ISTAF Berlin ( Berlino), 2000 m piani - 4'44"79
- Oro al Golden Gala ( Roma), miglio - 3'43"13

2000
- Oro ai London Anniversary Games ( Londra), miglio - 3'45"96
- Oro ai Bislett Games ( Oslo), miglio - 3'46"24
- Oro al Memorial Van Damme ( Bruxelles), miglio - 3'47"91
- Oro all'ISTAF Berlin ( Berlino), 1500 m piani - 3'30"90

2001
- Oro alla Grand Prix Final ( Melbourne), 1500 m piani - 3'31"25
- Oro all'ISTAF Berlin ( Berlino), 2000 m piani - 4'51"17
- Oro al Golden Gala ( Roma), miglio - 3'44"95
- Oro al Prefontaine Classic ( Eugene), miglio - 3'49"92
- Oro al Memorial Van Damme ( Bruxelles), 1500 m piani - 3'26"12

2002
- Oro alla Grand Prix Final ( Parigi), 1500 m piani - 3'29"27
- Oro al Golden Gala ( Roma), miglio - 3'48"28
- Oro ai Bislett Games ( Oslo), miglio - 3'50"12
- Oro al Prefontaine Classic ( Eugene), miglio - 3'50"89
- Oro all'Herculis ( Monaco), 1500 m piani - 3'27"34

2003
- Oro al Memorial Van Damme ( Bruxelles), 1500 m piani - 3'28"40
- Oro al Golden Gala ( Roma), 1500 m piani - 3'29"76
- Oro all'Herculis ( Monaco), 1500 m piani - 3'27"34
- Oro al Memorial Van Damme ( Bruxelles), 1500 m piani - 3'29"95
- Oro all'ISTAF Berlin ( Berlino), 1500 m piani - 3'30"00

2004
- Oro all'Athletissima ( Losanna), 1500 m piani - 3'32"20

## Riconoscimenti
- Atleta mondiale dell'anno (2001, 2002, 2003)